# Áedán mac Gabráin
Áedán mac Gabráin (staroirská výslovnost [ˈaiðaːn mak ˈɡavraːnʲ]IPA) byl král království Dál Riata přibližně od roku 574 do své smrti asi 17. dubna 609. Království Dál Riata se rozkládalo přibližně na území dnešní skotské správní oblastí Argyll a Bute a částečně také severoirského hrabství Antrim. Podle genealogií byl Áedán synem Gabrána mac Domangairta.
Byl současníkem sv. Kolumby a většina záznamů o jeho životě pochází z hagiografických zdrojů, jako je Adomnánův Život svatého Kolumby. Áedán vystupuje jako postava v jazykově staroirských a středoirských dílech (próze i poezii), některých dnes ztracených.
Irské letopisy zaznamenaly Áedánova tažení proti svým sousedům v Irsku a severní Británii, včetně expedice na Orkneje, ostrov Man a východní pobřeží Skotska. Jak zaznamenal Beda Ctihodný, Áedán byl drtivě poražen Æthelfrithem Bernicijským v bitvě u Degsastanu a po této bitvě zřejmě abdikoval či byl sesazen.

## Prameny

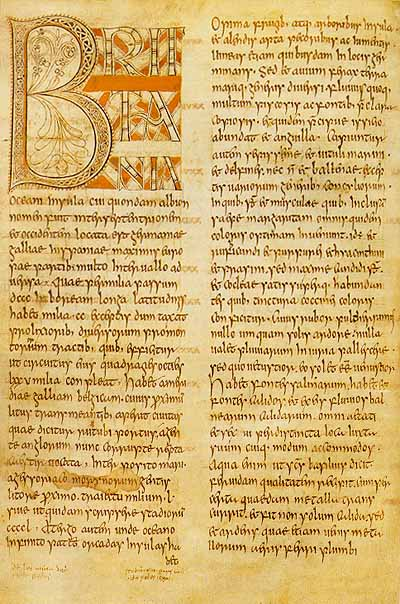
Stránka z Historia ecclesiastica gentis Anglorum Bedy Ctihodného.

Prameny k Áedánovu životu zahrnují Bedovu Historia ecclesiastica gentis Anglorum, irské anály, hlavně Ulsterské a Tigernachovy anály, a Adomnánův Život svatého Kolumby. Senchus fer n-Alban, který sestává z výčtu království a genealogie Dál Riaty, zaznamenává Áedánův původ a jeho přímé potomky. Žádný z těchto pramenů není soudobý. Adomnánovo dílo bylo sepsáno ve velmi pozdním 7. století, pravděpodobně ke stému výročí Kolumbovy smrti. Adomnán zde včleňuje prvky z již zaniklého dřívějšího díla o Kolumbově životě De virtutibus sancti Columbae od Cumména Finda. To bylo sepsáno pravděpodobně již kolem roku 640. Nicméně ani části opsané z Cumménovy práce, ani Admonánův vlastní příspěvek nelze brát jako prostou historii. Bedova Historia ecclesiastica gentis Anglorum byla napsána nějakých 30 let po Adomnánovi. Dochované irské anály obsahují části z kroniky sepisované v Ioně od poloviny 7. století dále, takže i tyto jsou k Áedánově době retrospektivní.
Rukopis MS Rawlinson B 502 datovaný do cca roku 1130 obsahuje příběh Gein Branduib maic Echach ocus Aedáin maic Gabráin (Narození Branduba, syna Echachova, a Áedána, syna Garbánova). V tomto příběhu je Áedán dvojčetem Branduba mac Echach, krále Leinsteru, který patřil do rodu Uí Cheinnselaig. Áedán je po narození vyměněn za jednu z Gabránových dcer-dvojčat, které se narodily stejnou noc, aby obě rodiny měly syny. Berchánovo proroctví také spojuje Áedána s Leinsterem. Skotský historik John Bannerman usuzuje, že „za touto tradicí není žádný faktický základ.“ Francis John Byrne se domnívá, že Echtra byla napsána básníkem na dvoře Diarmaita mac Maíl na mBó, Brandubova potomka z 11. století, za účelem stmelení spojenectví mezi Diarmaitem a skotským králem Malcolmem III., který se prohlašoval za Áedánova potomka. Nedochovaný irský příběh Echtra Áedáin mac Gabráin (Příhody Áedána, syna Gabránova) se objevuje na seznamu děl, avšak její obsah je neznámý. Áedán sice vystupuje v epické Scéla Cano meic Gartnáin (Příběh Cany, syna Gartnánova), ale události, kterými se autor inspiroval, se zdají pocházet z poloviny 7. století. Také se objevuje v příběhu Compert Mongáin a v rozmanitých velšských zdrojích, což z něj dělá jednoho z mála příslušníka národnosti jiné než britonské, kteří figurují ve velšských tradicích.

## Sousedé

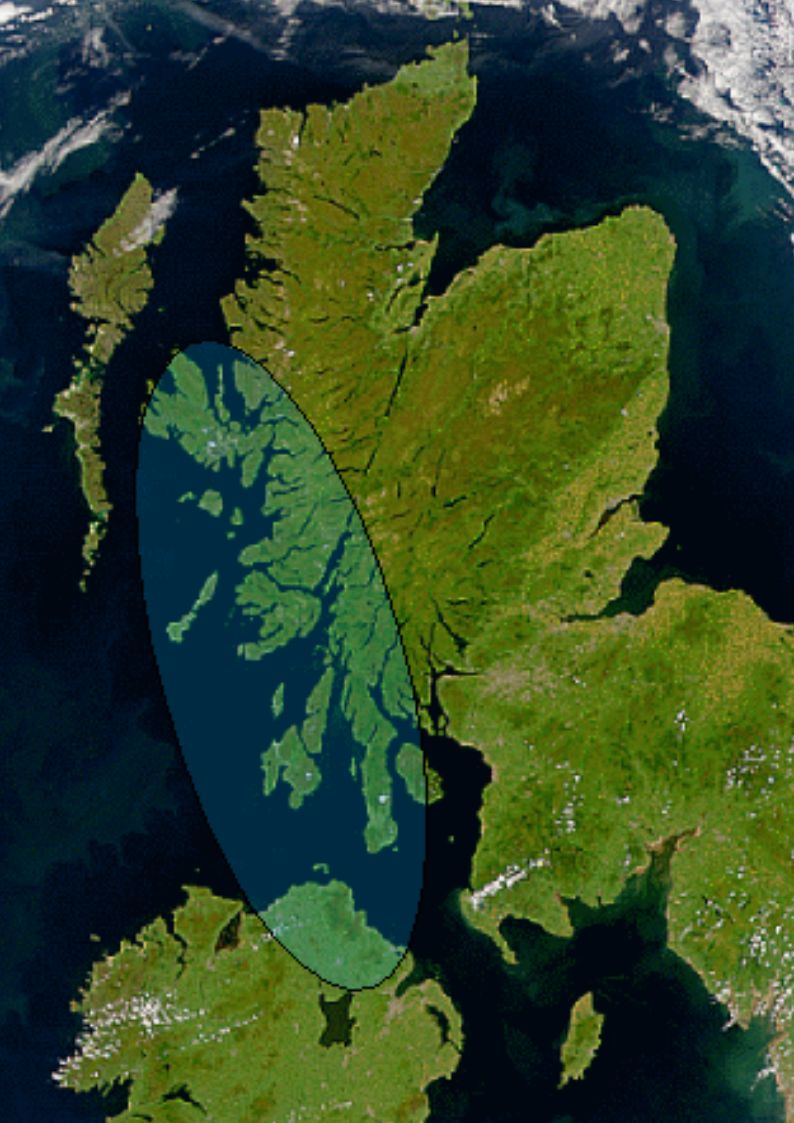
Přibližný rozsah království Dál Riata.

Áedán byl vrchním králem Dál Riaty vládnoucím nad nižšími králi. Senchus fer n-Alban popisuje vnitřní dělení Dál Riaty v 7. a 8. století, ale nedochovala se žádná zpráva z Áedánova času. Podle Senchus byla Dál Riata v 7. století rozdělena do tří podkrálovství. V každém vládl rod pojmenovaný podle svého eponymního zakladatele. Těmito rody byli Cenél nGabráin, pojmenovaný po Áedánově otci a vládnoucí nad Kintyre, Cowalem a Bute, Cenél Loairn ze severního Argyllu a Cenél nÓengusa z Islaye. Tyto tři útvary se ještě dále dělily na menší části či kmeny, které Senchus dále vyjmenovává. Detaily ohledně irské části království jsou méně jasné.
Dál riatskými sousedy byli na severu Británie Piktové a Britonové z Hen Ogleddu, britonsky mluvící částí dnešní severní Anglie a jihu skotských Lowlands. Nejmocnějším britonským královstvím v oblasti byl Alt Clut, později známý jako Strathclyde a Cumbria. Později za Áedánova života se dominantní silou v severní Británii stalo angelské království Bernicie.
V Irsku tvořilo Dál Riata část Ulsteru, který byl ovládán Báetánem mac Cairill z království Dál Fiatach. Dalšími významnými skupinami v Ulsteru byly nejednotné kmeny Cruthinů (nebo Piktů), později spojené do království Dál nAraidi. Nejvýznačnějším cruthinským králem za Áedánovy doby byl Fiachnae mac Báetáin. Za Ulsterem ležela převážně nepřátelská království a kmeny Uí Néillů, jejich vazalové a spojenci. Nejvýznamnějším králem Uí Néillů byl v té době Áed mac Ainmuirech z Cenél Conaill.

## Vláda
Adomnán, Senchus a irské anály zachycují Áedána jako syna Gabrána mac Domangairt († asi 555 až 560). Ve velšské básni stojí, že Áedánova matka byla dcerou krále Dumnaguala Hena z Alt Clut. Velšský text Bonedd Gwŷr y Gogledd (Původ mužů ze severu) také naznačuje Áedánův původ od Dumnaguala, přestože je jeho genealogie značně zmatená. Áedánův bratr Eoganán je znám z Adomnána a jeho smrt je kladena do období kolem roku 597. Senchus jmenuje tři další Gabránovy syny - Cuildacha, Domnalla a Domangarta. Ačkoliv není nic známo o Cuildachovi a Domangartovi nebo jejich potomcích, Adomnán zmiňuje jistého Ioana, syna Conallova, syna Domnallova, „který náležel ke královskému rodu Cenél nGabráin,“ ale to se většinou vykládá jako to, že Ioan byl příbuzný Cenéla nGabráina a jeho děd Domnall není spojován s Domnallem, Áedánovým bratrem.
Áedánovi bylo okolo čtyřiceti let, když se stal králem po smrti svého strýce Conalla mac Comgaill v roce 574. Jeho nástupnictví mohlo být zpochybněno. Adomnán uvádí, že Kolumba upřednostňoval v ucházení se o prázdný trůn Áedánova bratra Eoganána. Adomnán tvrdí, že Áedán byl vysvěcen na krále Kolumbou, což by byl první případ ordinace známý v británii a Irsku.
K roku 574, po zprávě o Conallově smrti, kladou Ulsterské a Tigernachovy anály bitvu na poloostrově Kintyre, zvanou bitva u Telochu či Delgu. Přesné místo této bitvy není známo. Anály se shodují, že „Dúnchad, syn Conallův, syna Comgallova, a mnozí další spojenci synů Gabránových, padli.“ V roce 575 zmiňují Ulsterské anály „velké shromáždění v Druim Cett“, na Mullaghově či Kopretinovém kopci blízko Limavady, kterého se zúčastnili i Áed mac Ainmuirech a Kolumba. Adomnán se zmiňuje, že Áedán zde byl taktéž přítomen. Účel setkání není zcela jasný, ale jedna dohoda zde učiněná se týkala statutu Áedánova království. Áedán a Áed se dohodli, že pokud bude dálriatské loďstvo sloužit Uí Néillům, nebude Dalriatským vyplacen žádný tribut, a že válečníci budou Uí Néillům poskytováni pouze z irské části Dál Riaty.
Důvodem pro tuto dohodu mohla být hrozba ze strany Báetána mac Cairill jak pro Áedána, tak Áeda. Báetán totiž donutil krále Dál Riaty ke složení slibu věrnosti v Rosnaree na Islandmagee. Áedán je spojován s oním králem. Ulsterské prameny navíc tvrdí, že Báetán dostával ze Skotska tribut. Po Báetánově smrti v roce 581 opustili Ulsteřané ostrov Man, který obsadili za Báetánovi vlády, možná vyhnáni Áedánem, který zde měl podle záznamů kolem roku 583 bojovat. Dříve, kolem roku 580, měl Áedán poplenit Orkneje, které byly předtím podmaněny piktským králem Brideiem mac Maelchon.
Áedánova tažení na ostrov Man jsou občas zaměňována s bitvou proti „Miathiům“, zmíněnou Adomnánem. Miathiové jsou pravděpodobně Maeatové, kmen v oblasti horního toku řeky Forth. Tato výprava byla úspěšná, avšak podle Adomnána Áedánovi synové Artúr a Eochaid Find v této bitvě padli. Bitva se mohla odehrát kolem roku 590 a byla zaznamenána pod jmény bitva u Leithreidu nebo Leithrigu.
Berchánovo proroctví o Áedánovi říká: „Třináct let (jeden za druhým) [bude bojovat proti] piktskému vojsku.“ Jediná zaznamenaná bitva mezi Áedánem a Pikty byla vybojována u Circinnu v roce 599 nebo poté, kde byl Áedán poražen. Anály se zmiňují o smrti jeho synů v této bitvě. Bylo naznačeno, že tato bitva mohla být zaměněna za bitvu u Asrethu v Circinnu, vybojovanou kolem roku 584, v níž padl Bridei mac Maelchon. Tato bitva je popsána jako „boj Piktů mezi sebou“.
Množství velšských tradic poukazuje na válčení mezi Áedánem a králem Rhydderchem Haelem z Alt Clut. Adomnán vypravuje, že Rhydderch poslal mnicha jménem Luigbe do Iony, aby zde promluvil s Kolumbou, „protože se chtěl dozvědět, zda bude zabit svými protivníky či nikoliv.“ Velšské triády jmenují Áedánovo vyplenění Alt Clutu jako jedno z „tří bezuzdných drancování Británie“ a báseň Peiryan Vaban vypráví o bitvě mezi Áedánem a Rhydderchem. Ztracená irská epika Orgain Sratha Cluada je obvykle spojována s vikinským útokem na Alt Clut z roku 870, ale podle MacQuarrieho může odkazovat na Áedánův útok na Rhyddercha.

## Bitva uDegsastanu
Bitva u Degsastanu pravděpodobně nebyla první bitvou mezi Áedánem a Bernicijskými. Adomnán zaznamenal smrt Áedánova syna Domangarta v zemi Sasů a předpokládá se, že Bran zemřel ve stejné jinak nezaznamenané bitvě.
Z počátků tohoto konfliktu zmiňuje Beda pouze to, že byl Áedán znepokojen Æthelfrithovým postupem. Ať už byla bitva u Degsastanu vybojována kdekoli, Beda ji klade do Northumbrie. Bitva skončila rozhodným Æthelfrithovým vítězstvím a Beda poznamenal, že „od toho dne až do přítomnosti se neodvážil žádný irský král v Británii bojovat s Angličany.“ Ačkoliv zvítězil, utrpěl Æthelfrith také ztráty. Beda vypráví, že jeho bratr Theobald padl s celým svým doprovodem. Zdá se, že Theodbald je v irských pramenech zván Eanfrith, což by za toho, kdo Theodbalda zabil, označovalo Máela Umaie mac Báetáina z Cenél nEógain, syna vrchního krále Báetána mac Ninneda. Irský básník Compert Mongáin říká, že král Ulsteru, Fiachnae mac Báetáin z Dál nAraidi, podpořil Áedána v boji proti Sasům, možná u Degsastanu. Anglosaská kronika zmiňuje, že Hering, syn krále Hussy Bernicijského, zde byl přítomen a podle všeho bojoval na Áedánově straně.
Po porážce u Degsastanu se anály o Áedánovi nezmiňují až do jeho smrti přibližně o šest let později, snad 17. dubna 609, kteréžto datum je podepřeno Martyrologiem z Tallaghtu, sestaveným kolem roku 800. Tigernachovy anály udávají Áedánův věk 74 let. Berchánovo proroctví udává jako místo jeho smrti poloostrov Kintyre a praví: „nebude králem v době své smrti“, zatímco Acta Sancti Lasriani z 12. století tvrdí, že byl zbaven trůnu. Jan z Fordunu, píšící ve 14. století, věřil, že Áedán byl pohřben v Kilkerranu na Kintyru.

## Potomci
Áedána na trůnu vystřídal jeho syn Eochaid Buide. Adomnán vypravuje o Kolumbově proroctví, že Eochaidovi starší bratři zemřou dříve než jejich otec. Další Áedánovi synové jsou jmenováni v Senchus fer n-Alban jako Eochaid Find, Tuathal, Bran, Baithéne, Conaing a Gartnait. Adomnán také zmiňuje Artúra, kterého Senchus zmiňuje jako Conaingova syna, a Domangarta, který v Senchus vůbec nefiguruje. Domangart může být také spíše Áedánovým vnukem než synem, nejspíše dalším Conaingovým synem. Hlavní linii králů rodu Cenél nGabráin tvoří potomci Eochaida Buida a jeho syna Domnalla Brecca, ale Conaingovi potomci úspěšně zápasili o královský trůn v průběhu 7. a na počátku 8. století.
Je možné, že Áedánův syn Gartnait je totožný s Garnaitem, synem Domelchy a králem Piktů, který zemřel kolem roku 601, ale tato domněnka se opírá o koncept piktské matrilinearity, který je kritizován. S ještě menší jistotou se debatuje o tom, že Gartnaitův nástupce v seznamu piktských králů Nechtan byl Gartnaitův vnuk a tedy i Áedánův pravnuk.
Velmi málo je známo o Áedánových dcerách. Maithgemm (také známa jako Gemma) se vdala za prince Cairella z Dál Fiatach. Jména Áedánových manželek také nejsou nikde zaznamenána, ale z dochovaných záznamů vyplývá, že jedna byla Britonka a druhá mohla být Piktkou jménem Domelch, pokud tedy Gartnait, syn Domelchy, a Gartnait, syn Áedánův, jsou totožní.